# اچ.پی. بکستر
هنس پتر گیردس(به انگلیسی: Hans Peter Geerdes) (زاده ۱۶ مارس ۱۹۶۴، لر، نیدرزاکسن) خوانندهٔ سبک تکنو آلمانی است که با نام اج. پی. بکستر(به انگلیسی: H.P. Baxxter) معروف است. وی در گروه اسکوتر فعالیت می‌کند. او به وسیله دوستش ریک جی. جوردن وارد این گروه شد.

## زندگی‌نامه
بکستر در ابتدا در استودیو "لو" قرار داد بست و چند آهنگ با این استودیو اجرا کرد. سپس چندی بعد به گروه "Celebrate the Nun" پیوست و در واقع کار خوانندگی خود را از آنجا به‌طور رسمی آغاز کرد.
بکستر چندی بعد با ریک جی. جوردن (یکی از اعضای کنونی گروه اسکوتر) و بریت ماکسیم آشنا شد و این دو وی را با توجه به توانایی‌هایش به گروه اسکوتر بردند و وی تاکنون در این گروه فعالیت می‌کند.